# جنگ صلیبی وندی
جنگ صلیبی وندی (آلمانی: Wendenkreuzzug)، به مجموعه لشکرکشی‌های سال ۱۱۴۷ میلادی، در شمال که جزئی از جنگ‌های صلیبی شمالی و جنگ صلیبی دوم بود گفته می‌شود که با رهبری امپراتوری مقدس روم علیه مردم وند آغاز شد که سرانجام با پیروزی صلیبیون و گرویدن مردمان وند به مسیحیت به پایان رسید. فرمان پاپ سلستین سوم در سال ۱۱۹۳، نقطهٔ آغاز رسمی جنگ‌های صلیبی بود. البته پیش از آن پادشاهی‌های مسیحی اسکاندیناوی، لهستان و امپراتوری مقدس روم، حرکت برای مطیع کردن همسایگان کافر خود را آغاز کرده بودند. مردم غیرمسیحی هدف این لشکرکشی‌ها شامل ملت‌های زیر بودند:
در سده‌های پیش از آغاز جنگ‌های صلیبی، درگیری مسلحانه میان بالت‌ها، فنلاندی‌های بالتی و اسلاوهای ساکن ساحل بالتیک با همسایگان ساکسون و دانمارکی خود در شمال و جنوب، رواج داشت. دلیل عمدهٔ نبردهای پیشین، تلاش برای نابودی قلعه‌ها و مسیرهای تجاری دریایی و دستیابی به مزیت‌های اقتصادی در ناحیه بود و اساساً جنگ‌های صلیبی همین الگوی درگیری را ادامه می‌دادند. البته این بار توسط پاپ الهام گرفته و تجویز شده بودند و توسط شاهان پاپی و راهبان مسلح صورت می‌گرفتند. این جنگ‌ها در سده‌های دوازدهم و سیزدهم انجام گرفت و نتیجهٔ آن‌ها انقیاد بومیان و تعمید اجباری آن‌ها بود.

## پیش‌زمینه
فرمان پاپ سلستین سوم در سال ۱۱۹۳، نقطهٔ آغاز رسمی جنگ‌های صلیبی بود. البته پیش از آن پادشاهی‌های مسیحی اسکاندیناوی، لهستان و امپراتوری مقدس روم، حرکت برای مطیع کردن همسایگان کافر خود را آغاز کرده‌بودند. مردم غیرمسیحی هدف این لشکرکشی‌ها شامل ملت‌های زیر بودند:
- مردم ساکن میان رودهای الب و اودر از جمله مردم سوربی، اسلاوهای پولابی و اوبوتریت‌ها
- مردم فنلاند کنونی
- مردم لیوونی، لاتگالی، سلی و استونیایی (۱۱۹۳–۱۲۲۷)
- مردم زمگالی و کورسی (۱۲۱۹–۱۲۹۰)
- پروس قدیم
- مردم لیتوانی و ژمایتیا (ناموفق، ۱۲۳۶–۱۳۱۶)

در سده‌های پیش از آغاز جنگ‌های صلیبی، درگیری مسلحانه میان بالت‌ها، فنلاندی‌های بالتی و اسلاوهای ساکن ساحل بالتیک با همسایگان ساکسون و دانمارکی خود در شمال و جنوب، رواج داشت. دلیل عمدهٔ نبردهای پیشین، تلاش برای نابودی قلعه‌ها و مسیرهای تجاری دریایی و دستیابی به مزیت‌های اقتصادی در ناحیه بود و اساساً جنگ‌های صلیبی همین الگوی درگیری را ادامه می‌دادند. البته این بار توسط پاپ الهام گرفته و تجویز شده‌بودند و توسط شاهان پاپی و راهبان مسلح صورت می‌گرفتند.

## شرح جنگ
پس از آغاز جنگ صلیبی دوم، بسیاری از آلمانی‌های جنوبی داوطلبِ اعزام به سرزمین مقدس برای جنگ صلیبی شدند ولی آلمانی‌های ساکسون در شمال، تمایلی به این کار نشان ندادند. آن‌ها در نشست دیت امپراتوری در فرانکفورت در ۱۳ مارس ۱۱۴۷ م به سنت برنارد از میل خود به مبارزه علیه اسلاوهای کافر خبر دادند. پاپ اوژن سوم نیز برای تصویب این طرح ساکسون‌ها، فرمانی به نام دیوینا دیسپنساشن را در تاریخ ۱۳ آوریل صادر کرد. با این فرمان اعلام شد که تفاوتی بین پاداش‌های معنوی جنگجویان صلیبی مختلف وجود ندارد. کسانی که داوطلب جنگ علیه اسلاوهای کافر شدند عمدتاً از دانمارکی‌ها، ساکسون‌ها و لهستانی‌ها تشکیل شده بودند، البته بعضی از اهالی بوهم نیز در میان‌شان حضور داشتند. نمایندهٔ پاپ، آنسلم هاولبرگ، در فرماندهی کل نیروها قرار گرفت. این لشکرکشی به‌وسیلهٔ خانواده‌های ساکسون؛ مانند اسکانین‌ها، ویتین‌ها و شانبورگرزها هدایت می‌شد.
مشارکت آلمانی‌ها در جنگ صلیبی، اوبوتری‌ها را آشفته کرده‌بود. آن‌ها پیشگیرانه در ژوئن ۱۱۴۷ م به واگریا در هولشتاین حمله کردند که منجر به لشکرکشی جنگجویان صلیبی در اواخر تابستان ۱۱۴۷ م شد. پس از اخراج اوبوتری‌ها از قلمرو مسیحیان، صلیبی‌ها قلعه اُبادریت را در دابین و قلعه لیوتیزیان را در دمین هدف قرار دادند. نیروهایی که در حمله به دابین شرکت داشتند شامل: کانوت پنجم، اسون سوم، آدلبرت دوم، اسقف اعظم برمن و دوک هنری شیر بودند. هنگامی که برخی از جنگجویان صلیبی از غارت و چپاول حمایت می‌کردند، دیگران با این پرسش که «آیا زمینی که ما ویران می‌سازیم، زمین ما نیست؟ یا مردمی که ما با آن‌ها می‌جنگیم مردم ما نیستند؟» به انجام این کار اعتراض کردند. ارتش ساکسون تحت فرماندهی دوک هنری شیر پس از آن‌که رهبر بت‌پرستان نیکلات موافقت کرد که در پادگان دابین غسل تعمید شوند، عقب‌نشینی کرد.
پس از محاصرهٔ ناموفق دمین، گروهی از جنگجویان صلیبی به‌وسیلهٔ یک مرزبان از مسیرشان منحرف شده و در عوض به پومرانی حمله کردند. جنگجویان صلیبی که به شهر مسیحی شچچین رسیده‌بودند، پس از ملاقات با اسقف آلبرت پومرانی و شاهزاده راتیبور یکم، دوک پومرانی پراکنده گشتند. به‌گفتهٔ برنارد کلروو، هدف جنگ صلیبی در شمال، مبارزه با اسلاوهای کافر بود: «تا زمانی که خداوند کمک‌مان می‌کند آن‌ها باید تغییر دین دهند یا کشته شوند.»
اگرچه جنگ صلیبی موفق به تغییر دین بسیاری از وندها نشد، اما ساکسون‌ها به‌طور قابل توجهی در دابین توانستند پدیدآور تغییر دین مردم شوند، با این وجود آن‌ها به محض متفرق شدن سپاه صلیبی‌ها بلافاصله دوباره به عقاید کفرآمیز خود بازگشتند. آلبرت پومرانی توضیح داد: «اگر آن‌ها برای تقویت ایمان مسیحی آمده بودند، باید این کار را با موعظه انجام دهند، نه از طریق بازوهایشان».
در پایان جنگ صلیبی، حومهٔ مَکلِنبورگ و پومرانی با خونریزی زیاد، به‌ویژه توسط سربازان هنری شیر، غارت و ویران شد. این امر برای کمک به دستیابی به پیروزی‌های بیشتر توسط مسیحیان در دهه‌های آینده بود. همچنین ساکنان اسلاو بسیاری از روش‌های تولیدشان را از دست دادند که باعث مقاومت محدودشان در نبردهای آینده شد.

## واژه‌نامه
1. ↑  Divina dispensatione
2. ↑  Ascanians
3. ↑  Schauenburgers